# Соммо
Соммо (італ. Sommo) — муніципалітет в Італії, у регіоні Ломбардія,  провінція Павія.
Соммо розташоване на відстані близько 460 км на північний захід від Рима, 38 км на південь від Мілана, 8 км на південний захід від Павії.
Населення — 1142 особи (2014).
Щорічний фестиваль відбувається 16 серпня. Покровитель — святий Рох.

## Демографія
Населення за роками:

Станом на 1 січня 2023 року в муніципалітеті офіційно проживав 41 іноземець з 14 країн, серед них 13 громадян країн Євросоюзу та 3 громадяни України.

## Сусідні муніципалітети
- Бастіда-Панкарана
- Кава-Манара
- Цинаско